# Bill Russell NBA Finals Most Valuable Player Award

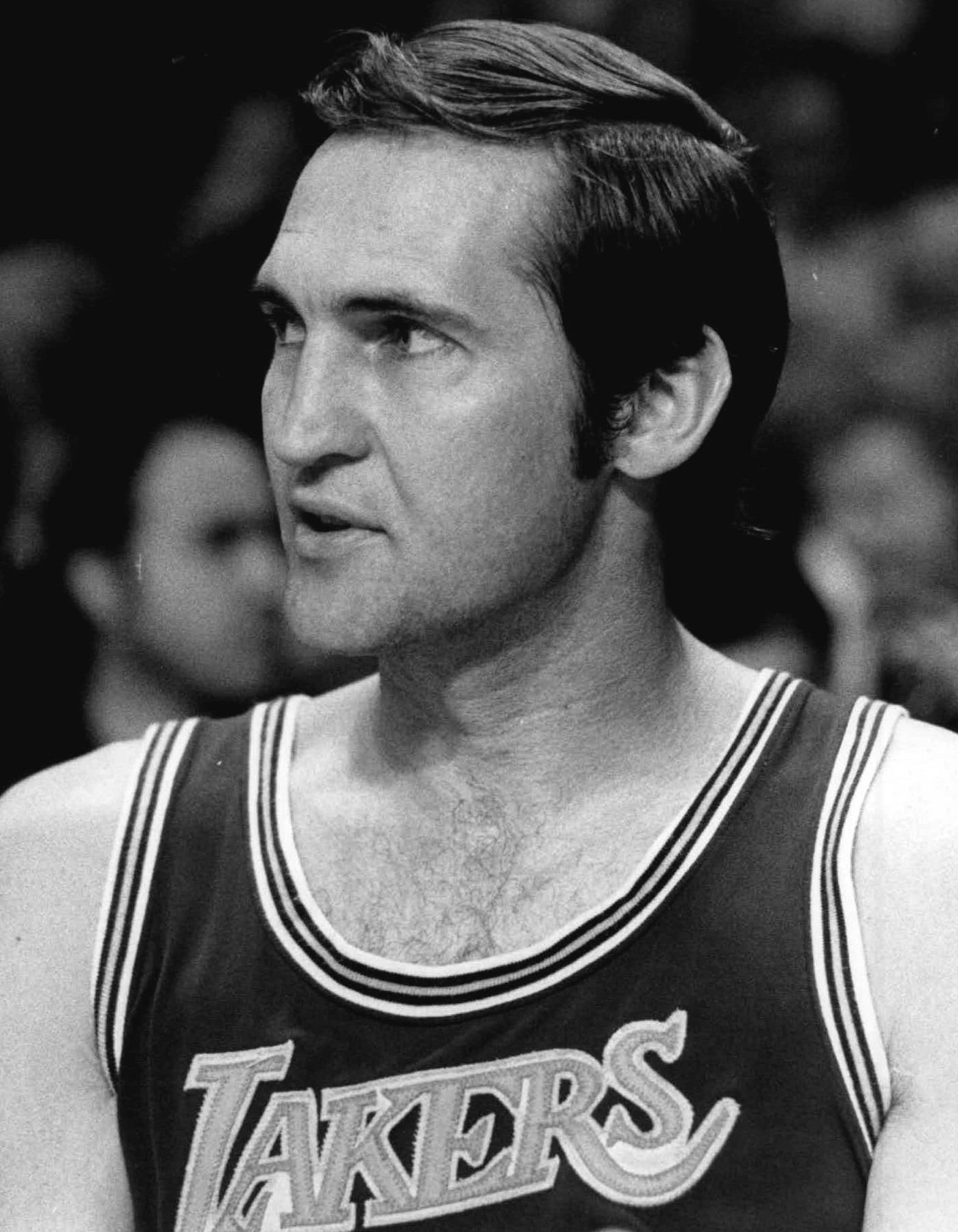
Jerry West, pierwszy zdobywca nagrody, i jedyny zawodnik, który zdobył ją mimo porażki swojego zespołu

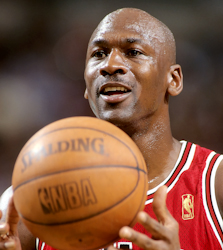
Michael Jordan to jedyny zawodnik, który zdobył ją sześciokrotnie

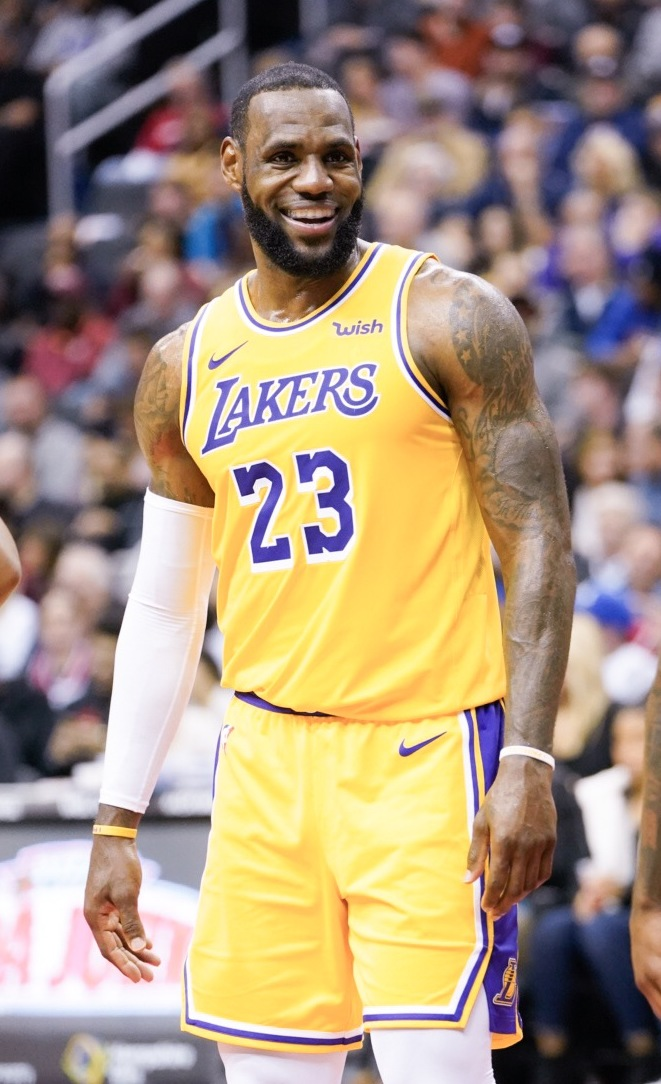
LeBron James czterokrotny zdobywca nagrody

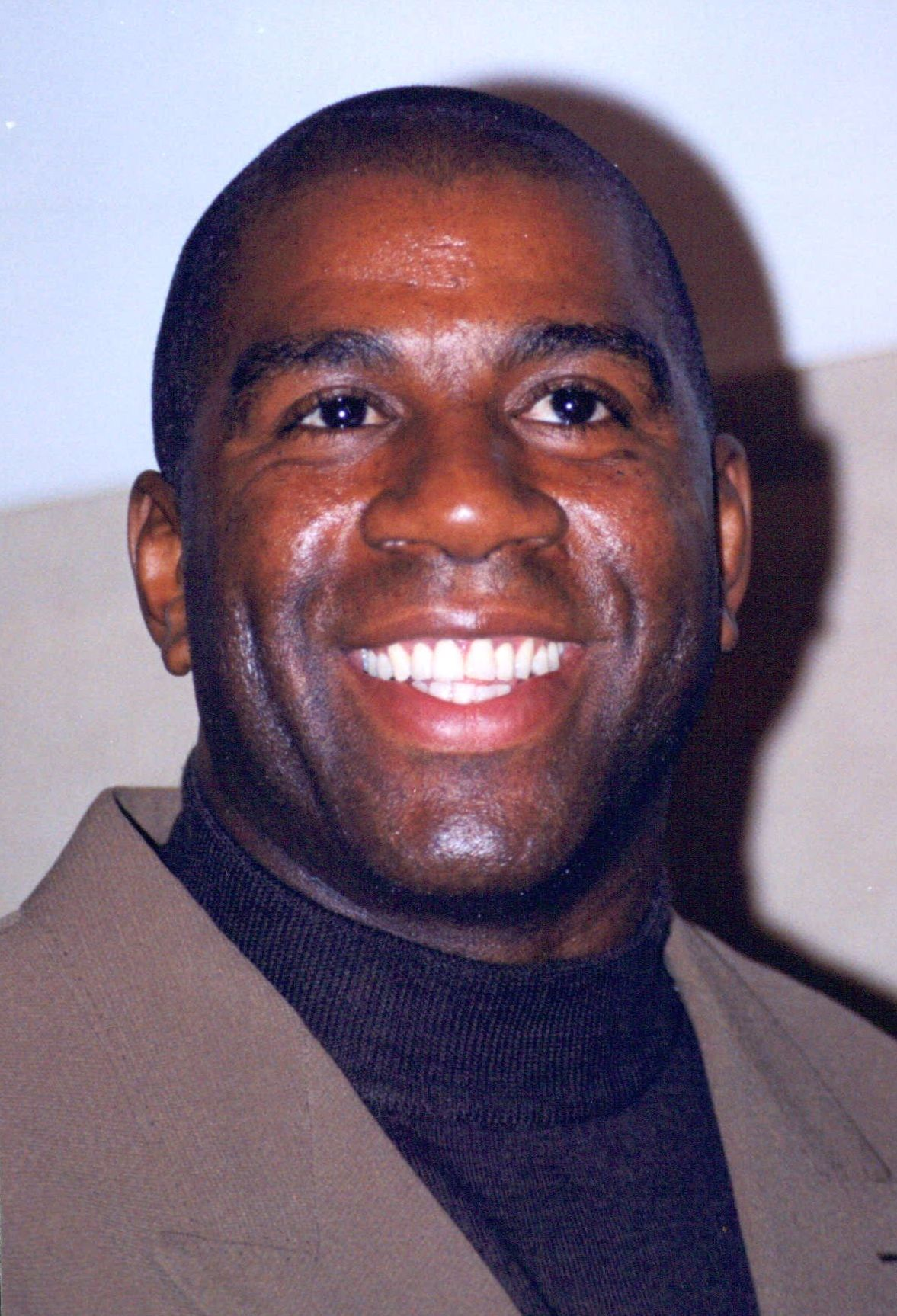
Magic Johnson trzykrotny zdobywca nagrody

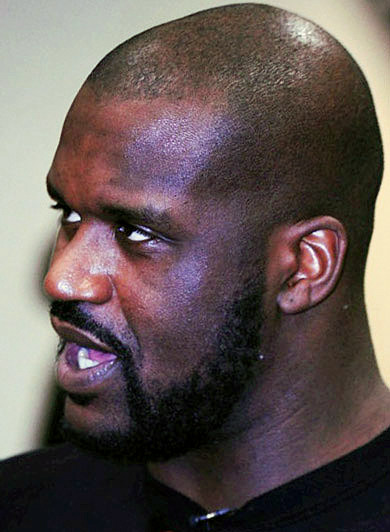
Shaquille O’Neal jest jedynym obok Michaela Jordana zawodnikiem, który zdobył ją trzykrotnie w trzech kolejnych sezonach

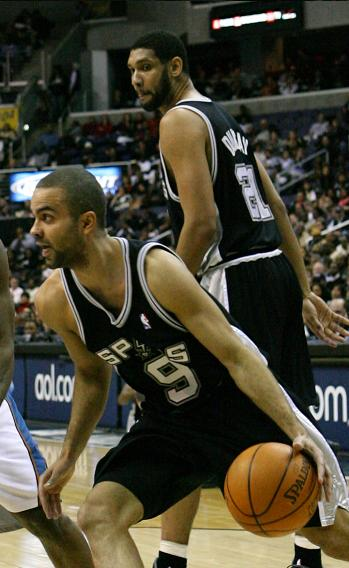
Tim Duncan (wyżej) jest jedynym międzynarodowym graczem, który zdobył ją trzykrotnie, zaś Tony Parker (niżej) jest jej pierwszym europejskim zdobywcą

Bill Russell NBA Finals Most Valuable Player Award (wcześniej znana pod nazwą NBA Finals Most Valuable Player Award) – nagroda dla najbardziej wartościowego gracza Finałów NBA, przyznawana począwszy od 1969. O losach nagrody decyduje, po zakończeniu rundy finałowej, dziewiątka wybranych przedstawicieli mediów. Zawodnik, który dostanie najwięcej głosów, zdobywa to wyróżnienie. Podczas ostatnich Finałów NBA fani mogli głosować poprzez oficjalną stronę ligi NBA, co sprawiło dodanie jednego decyzyjnego głosu. Początkowo nagroda była czarnego koloru, z umieszczoną u góry kulą na wzór piłki koszykarskiej, podobnie jak w trofeum Larry’ego O’Briena.
Od początku jej istnienia, nagrodę otrzymało 31 różnych koszykarzy. Michael Jordan, który wraz z Chicago Bulls zdobył mistrzostwa NBA w latach 1991–1993 i 1996-1998, jest jedynym zawodnikiem w historii, który dokonał tego sześciokrotnie. LeBron James zdobył nagrodę czterokrotnie, zaś Magic Johnson, Shaquille O’Neal, Tim Duncan po trzy razy, Willis Reed, Kareem Abdul-Jabbar, Larry Bird i Hakeem Olajuwon, Kobe Bryant, Kevin Durant i Kawhi Leonard po dwa. Jordan i O’Neal są jedynymi graczami, którzy otrzymywali ją w trzech kolejnych sezonach (Jordan dokonał tego dwukrotnie). Olajuwon, Bryant i James wygrali nagrodę dwukrotnie na przestrzeni dwóch kolejnych sezonów. James jest jedynym koszykarzem, który zdobył nagrodę z trzema różnymi klubami: Miami Heat w 2012 i 2013, Cleveland Cavaliers w 2016, oraz Los Angeles Lakers w 2020. Abdul-Jabbar i Leonard zdobyli ją z dwoma różnymi zespołami: Abdul-Jabbar z Milwaukee Bucks w 1971 i z Los Angeles Lakers w 1985, Leonard z San Antonio Spurs w 2014 i z Toronto Raptors w 2019. Johnson jest jedynym zawodnikiem, który zdobył ją w debiutanckim sezonie, dokonując tego z Lakers w 1980. Jest on jednocześnie najmłodszym zdobywcą nagrody (20 lat i 281 dni). Jerry West jest jedynym zawodnikiem, który zdobył ją mimo porażki swojej drużyny. Nigeryjczyk Olajuwon, pochodzący z Wysp Dziewiczych Tim Duncan, urodzony w Belgii Francuz Tony Parker i Niemiec Dirk Nowitzki są czwórką graczy spoza Stanów Zjednoczonych, którzy zdobyli tę nagrodę. Duncan jest Amerykaninem, jednak w NBA uważany jest za gracza „międzynarodowego” ponieważ nie urodził się w żadnym z pięćdziesięciu amerykańskich stanów lub Waszyngtonie. Parker i Nowitzki są jedynymi zawodnikami, którzy nie grali przed NBA w Stanach Zjednoczonych; Olajuwon grał w drużynie koszykarskiej uniwersytetu Houston, a Duncan Wake Forest.
W dniu 14 lutego 2009, podczas weekendu gwiazd NBA w Phoenix, komisarz NBA David Stern ogłosił, że nagroda zmieni nazwę na „Bill Russell NBA Finals Most Valuable Player Award” na cześć jedenastokrotnego mistrza NBA Billa Russella.

## Lista triumfatorów
|              | Zawodnik wciąż grający w NBA                        |
|              | Zawodnik włączony do koszykarskiej galerii sław     |
| Zawodnik (X) | Liczba zdobytych do danego roku tytułów MVP finałów |

| Sezon | Zwycięzca               | Drużyna                |
| ----- | ----------------------- | ---------------------- |
| 1969  | Jerry West              | Los Angeles Lakers     |
| 1970  | Willis Reed             | New York Knicks        |
| 1971  | Lew Alcindor            | Milwaukee Bucks        |
| 1972  | Wilt Chamberlain        | Los Angeles Lakers     |
| 1973  | Willis Reed (2)         | New York Knicks        |
| 1974  | John Havlicek           | Boston Celtics         |
| 1975  | Rick Barry              | Golden State Warriors  |
| 1976  | Jo Jo White             | Boston Celtics         |
| 1977  | Bill Walton             | Portland Trail Blazers |
| 1978  | Wes Unseld              | Washington Bullets     |
| 1979  | Dennis Johnson          | Seattle SuperSonics    |
| 1980  | Magic Johnson           | Los Angeles Lakers     |
| 1981  | Cedric Maxwell          | Boston Celtics         |
| 1982  | Magic Johnson (2)       | Los Angeles Lakers     |
| 1983  | Moses Malone            | Philadelphia 76ers     |
| 1984  | Larry Bird              | Boston Celtics         |
| 1985  | Kareem Abdul-Jabbar (2) | Los Angeles Lakers     |
| 1986  | Larry Bird (2)          | Boston Celtics         |
| 1987  | Magic Johnson (3)       | Los Angeles Lakers     |
| 1988  | James Worthy            | Los Angeles Lakers     |
| 1989  | Joe Dumars              | Detroit Pistons        |
| 1990  | Isiah Thomas            | Detroit Pistons        |
| 1991  | Michael Jordan          | Chicago Bulls          |
| 1992  | Michael Jordan (2)      | Chicago Bulls          |
| 1993  | Michael Jordan (3)      | Chicago Bulls          |
| 1994  | Hakeem Olajuwon         | Houston Rockets        |
| 1995  | Hakeem Olajuwon (2)     | Houston Rockets        |
| 1996  | Michael Jordan (4)      | Chicago Bulls          |
| 1997  | Michael Jordan (5)      | Chicago Bulls          |
| 1998  | Michael Jordan (6)      | Chicago Bulls          |
| 1999  | Tim Duncan              | San Antonio Spurs      |
| 2000  | Shaquille O’Neal        | Los Angeles Lakers     |
| 2001  | Shaquille O’Neal (2)    | Los Angeles Lakers     |
| 2002  | Shaquille O’Neal (3)    | Los Angeles Lakers     |
| 2003  | Tim Duncan (2)          | San Antonio Spurs      |
| 2004  | Chauncey Billups        | Detroit Pistons        |
| 2005  | Tim Duncan (3)          | San Antonio Spurs      |
| 2006  | Dwyane Wade             | Miami Heat             |
| 2007  | Tony Parker             | San Antonio Spurs      |
| 2008  | Paul Pierce             | Boston Celtics         |
| 2009  | Kobe Bryant             | Los Angeles Lakers     |
| 2010  | Kobe Bryant (2)         | Los Angeles Lakers     |
| 2011  | Dirk Nowitzki           | Dallas Mavericks       |
| 2012  | LeBron James            | Miami Heat             |
| 2013  | LeBron James (2)        | Miami Heat             |
| 2014  | Kawhi Leonard           | San Antonio Spurs      |
| 2015  | Andre Iguodala          | Golden State Warriors  |
| 2016  | LeBron James (3)        | Cleveland Cavaliers    |
| 2017  | Kevin Durant            | Golden State Warriors  |
| 2018  | Kevin Durant (2)        | Golden State Warriors  |
| 2019  | Kawhi Leonard (2)       | Toronto Raptors        |
| 2020  | LeBron James (4)        | Los Angeles Lakers     |
| 2021  | Janis Andetokunmbo      | Milwaukee Bucks        |
| 2022  | Stephen Curry           | Golden State Warriors  |
| 2023  | Nikola Jokić            | Denver Nuggets         |
| 2024  | Jaylen Brown            | Boston Celtics         |

## Klasyfikacja zawodników
| Koszykarz                        | Kraj              | Liczba nagród | Sezony                 |
| -------------------------------- | ----------------- | ------------- | ---------------------- |
| Michael Jordan                   | Stany Zjednoczone | 6             | 1991-1993, 1996-1998   |
| LeBron James                     | Stany Zjednoczone | 4             | 2012, 2013, 2016, 2020 |
| Magic Johnson                    | Stany Zjednoczone | 3             | 1980, 1982 i 1987      |
| Shaquille O’Neal                 | Stany Zjednoczone | 3             | 2000-2002              |
| Tim Duncan                       | Stany Zjednoczone | 3             | 1999, 2003 i 2005      |
| Willis Reed                      | Stany Zjednoczone | 2             | 1970 i 1973            |
| Lew Alcindor/Kareem Abdul-Jabbar | Stany Zjednoczone | 2             | 1971 i 1985            |
| Larry Bird                       | Stany Zjednoczone | 2             | 1984 i 1986            |
| Hakeem Olajuwon                  | Stany Zjednoczone | 2             | 1994 i 1995            |
| Kobe Bryant                      | Stany Zjednoczone | 2             | 2009 i 2010            |
| Kevin Durant                     | Stany Zjednoczone | 2             | 2017 i 2018            |
| Kawhi Leonard                    | Stany Zjednoczone | 2             | 2014 i 2019            |
| Jerry West                       | Stany Zjednoczone | 1             | 1969                   |
| Wilt Chamberlain                 | Stany Zjednoczone | 1             | 1972                   |
| John Havlicek                    | Stany Zjednoczone | 1             | 1974                   |
| Rick Barry                       | Stany Zjednoczone | 1             | 1975                   |
| Jo Jo White                      | Stany Zjednoczone | 1             | 1976                   |
| Bill Walton                      | Stany Zjednoczone | 1             | 1977                   |
| Wes Unseld                       | Stany Zjednoczone | 1             | 1978                   |
| Dennis Johnson                   | Stany Zjednoczone | 1             | 1979                   |
| Cedric Maxwell                   | Stany Zjednoczone | 1             | 1981                   |
| Moses Malone                     | Stany Zjednoczone | 1             | 1983                   |
| James Worthy                     | Stany Zjednoczone | 1             | 1988                   |
| Joe Dumars                       | Stany Zjednoczone | 1             | 1989                   |
| Isiah Thomas                     | Stany Zjednoczone | 1             | 1990                   |
| Chauncey Billups                 | Stany Zjednoczone | 1             | 2004                   |
| Dwyane Wade                      | Stany Zjednoczone | 1             | 2006                   |
| Paul Pierce                      | Stany Zjednoczone | 1             | 2008                   |
| Andre Iguodala                   | Stany Zjednoczone | 1             | 2015                   |
| Stephen Curry                    | Stany Zjednoczone | 1             | 2022                   |
| Tony Parker                      | Francja           | 1             | 2007                   |
| Dirk Nowitzki                    | Niemcy            | 1             | 2011                   |
| Nikola Jokić                     | Serbia            | 1             | 2023                   |

## Klasyfikacja klubowa
| Klub                   | Ilość trofeów | Sezony                                                                |
| ---------------------- | ------------- | --------------------------------------------------------------------- |
| Los Angeles Lakers     | 13            | 1969, 1972, 1980, 1982, 1985, 1987, 1988, 2000–2002, 2009, 2010, 2020 |
| Boston Celtics         | 6             | 1974, 1976, 1981, 1984, 1986, 2008                                    |
| Chicago Bulls          | 6             | 1991-1993, 1996-1998                                                  |
| San Antonio Spurs      | 5             | 1999, 2003, 2005, 2007, 2014                                          |
| Golden State Warriors  | 5             | 1975, 2015, 2017, 2018, 2022                                          |
| Detroit Pistons        | 3             | 1989, 1990, 2004                                                      |
| Miami Heat             | 3             | 2006, 2012, 2013                                                      |
| Houston Rockets        | 2             | 1994, 1995                                                            |
| New York Knicks        | 2             | 1970, 1973                                                            |
| Milwaukee Bucks        | 2             | 1971, 2021                                                            |
| Dallas Mavericks       | 1             | 2011                                                                  |
| Philadelphia 76ers     | 1             | 1983                                                                  |
| Portland Trail Blazers | 1             | 1977                                                                  |
| Seattle SuperSonics    | 1             | 1979                                                                  |
| Washington Bullets     | 1             | 1978                                                                  |
| Cleveland Cavaliers    | 1             | 2016                                                                  |
| Toronto Raptors        | 1             | 2019                                                                  |
| Denver Nuggets         | 1             | 2023                                                                  |